# Microsessinia rufithorax
Microsessinia rufithorax is een keversoort uit de familie schijnboktorren (Oedemeridae). De wetenschappelijke naam van de soort is voor het eerst geldig gepubliceerd in 1958 door Pic.